# Bítýška
Die Bítýška, auch Bitýška (deutsch Bittischka) ist ein rechter Zufluss des Bílý potok in Tschechien. Bis in die 1970er Jahre galt der Bílý potok als Zufluss der Bítýška.

## Verlauf
Die Bítýška entspringt nördlich von Březejc in 595 m ü. NN im Teich Velký Pastyřík. Sie wird danach im Teichgebiet von Ořechov in mehreren Teichen gestaut. Über Ronov, Ořechov, Tři Dvory, Osová Bítýška, Záblatí, Bezděkov, Krevlický Dvůr, Nové Sady, Janovice und Velká Bíteš führt ihr Lauf nach Südosten. Nach Velká Bíteš wendet sie sich in Mäandern nach Nordosten und mündet am Fuße der Bítešská horka (491 m) oberhalb von Křoví nach 17,3 km in 445 m ü. NN in den Bílý potok. Sein Einzugsgebiet beträgt 39,4 km². Der mittlere Durchfluss liegt an der Mündung bei 0,21 m³/s.

## Zuflüsse
- Pelgramský potok (r), bei Záblatí